# تئاتر درام استونی

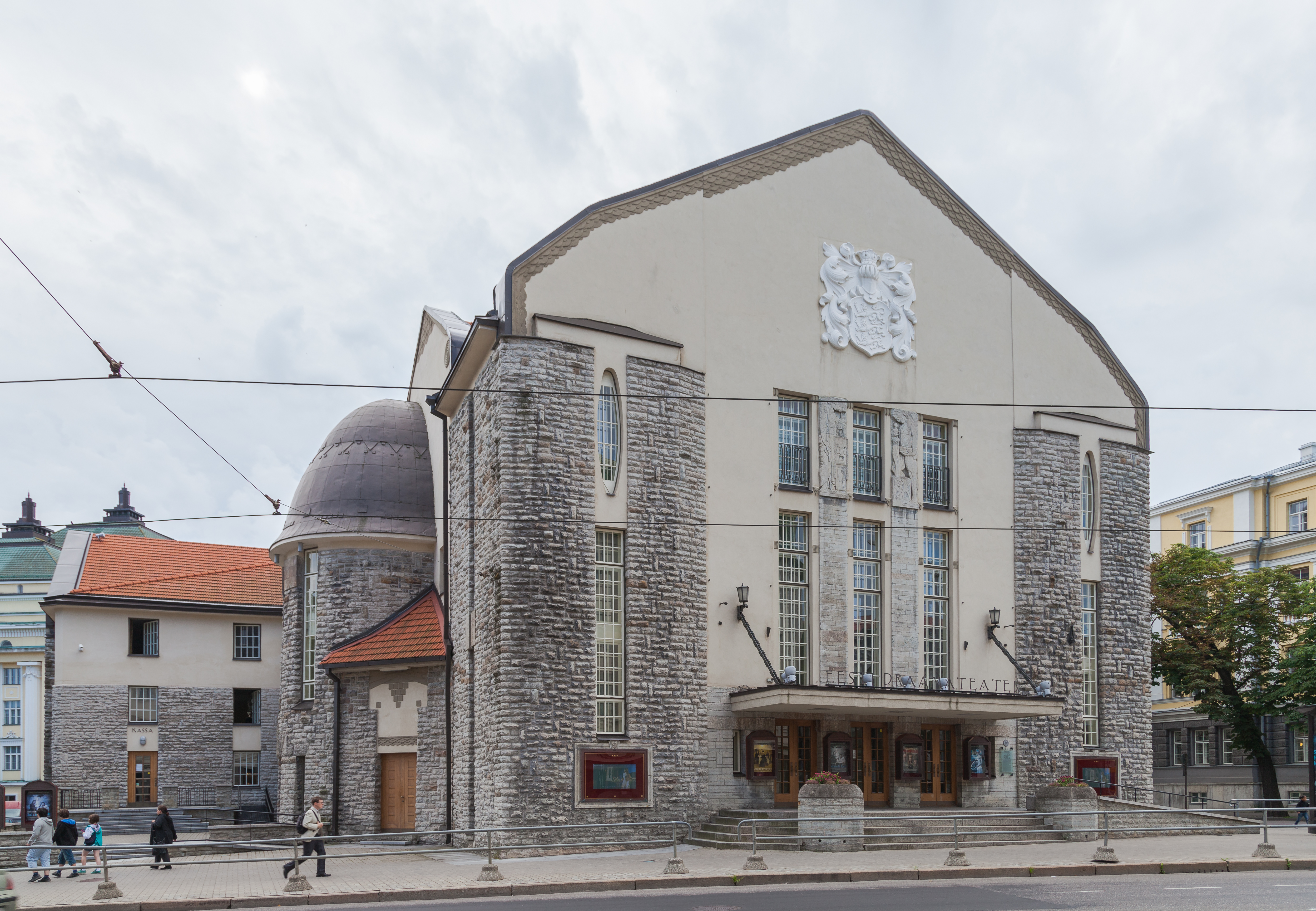
نمایی از ساختمان تئاتر درام استونی در سال ۲۰۱۲

تئاتر درام استونی (استونیایی: Eesti Draamateater) یک سالن نمایش در شهر تالین، استونی است که ۴۳۶ نفر ظرفیت دارد.
این تئاتر که در سال ۱۹۱۰ تأسیس شده نقش تئاتر ملی استونی را دارد و در نزدیکی تئاتر استونی واقع شده‌است. معماری این ساختمان براساس معماری هنر نو طراحی شده‌است.